# ITS Giuseppe Garibaldi
ITS Giuseppe Garibaldi (551) je talijanski laki nosač zrakoplova. Ime je dobio po talijanskom generalu zaslužnom za ujedinjenje Italije Giuseppe Garibaldiju.
Nosač je gradila tvrtka Fanacantieri. Kobilica je položena u ožujku 1981., a nosač je porinut nakon dvije godine, 11. lipnja 1983. godine. U službu je uveden 30. rujna 1985. klasificiran kao CVS-ASW (Anti-Submarine Warfare Aircraft Carrier) nosač za protupodmorničku borbu. Matična luka mu je Taranto. U vrijeme ulaska u službu bio je najmanji nosač zrakoplova u aktivnoj službi na svijetu.
Brod pokreću četiri Fiat COGAG plinske turbine izgrađene pod licencom od General Electric-a, koje razvijaju ukupno 80.461 konjsku snagu (60 MW). Snaga s te četiri turbine se prenose na dva brodska vijka. Najveća brzina nosača je 30 čvorova (56 km/h) a domet plovidbe 7.000 nautičkih milja (13.000 km) pri brzini oko 20 čvorova (37 km/h).
ITS Giuseppe Garibaldi može nositi 16 zrakoplova AV-8B Harrier II ili 18 helikoptera AgustaWestland AW101. Letna paluba je duga 174 metra, široka 30,4 metra i ima ski-jump platformu postavljenu pod kut od 4o za STOL avione.

## Vanjske poveznice
- http://www.naval-technology.com/projects/garibaldi/